# Jean-Pierre Allemand
Pour les articles homonymes, voir Allemand (homonymie).
Jean-Pierre Allemand, né le 4 avril 1942 à Plouguerneau, est un escrimeur français.

## Palmarès

### Championnats du monde
- Médaille d'or en épée par équipe aux Championnats du monde 1966 à Moscou
- Médaille d'argent en épée par équipe aux Championnats du monde 1967 à Montréal

### Championnats de France
- Médaille d'or en épée individuelle aux Championnats de France 1966

### Distinctions
- Chevalier de la Légion d'honneur en 1966[1]